# Idaea cornutosa
Idaea cornutosa är en fjärilsart som beskrevs av Edward P. Wiltshire 1986. Idaea cornutosa ingår i släktet Idaea och familjen mätare. Inga underarter finns listade i Catalogue of Life.